# Virrasztók (színdarab)
A Virrasztók Lénárd Róbert humoros, zenés színdarabja, a mai fiatalok életéből mutat be egy részletet. Az ősbemutatót Szabadkán tartották 2012. június 20-án a Szabadkai Népszínház Magyar Társulata a Jászai-díjas Hernyák György rendezésében. A darab zenéjét ifj. Kucsera Géza szerezte, a dalbetétek szövegét Hernyák György írta.

## A szerző
Lénárd Róbert 1983. május 9-én született Zentán. A zentai színtársulat Sans Géne csoportjában tevékenykedett színészként és rendezőként. Két évig tanulmányokat folytatott az újvidéki bölcsészettudományi kar magyar nyelv és irodalom szakán, majd rendező szakon tanult az Újvidéki Művészeti Akadémián Boro Drašković osztályában. Több éve foglalkozik drámaírással. A Virrasztók című munkáját 2010-ben nyújtotta be a Szabadkai Népszínház Magyar Társulatának drámapályázatára, amelyet nagy sikerű felolvasó-színházi bemutató követett.

## Cselekmény
Trisztán, Ajsa, Dominik és Mása egy vasútállomás éjszakás műszakjában dolgoznak. Trisztán nyugtatókon él, és súlyos téveszméi vannak, szent meggyőződése, hogy a híreket átmossák, és folyamatosan ismétlik azért, hogy őt az őrületbe kergessék. Ajsa, Trisztán barátnője alvászavarban szenved, és mély depressziós kedélyingadozásokkal küszködik. Trisztán és Ajsa kapcsolata nem túl jó, mivel mind a ketten jobban törődnek a saját problémáikkal, mint a párjukkal. Trisztán minden álma, hogy híres zenész legyen Angliában. Az interneten megismert hallucináló barátja, Áron, gyakran biztatja, hogy induljon el, csakhogy Trisztán nem meri beismerni magának, hogy nem képes elhagyni még az állomást sem, nemhogy az országot.
Dominik, az újonc, akit az apja ver otthon, összefekszik Ajsával Trisztán háta mögött. A lány alvászavarai megoldódni látszanak. Trisztán viszont nem törődik vele, csak a karrierje fontos, és az, hogy minden történetét meghallgassa Másának, a takarítónőnek, aki régen Párizsban volt utcalány. Trisztán örömmel hallgatja a történeteket a fényűző városról és csillogásról, mígnem egyszer rajtakapja Ajsát és Dominikot. Ajsa számára nem kérdéses, hogy Trisztánt szereti, és a konfliktust követően Trisztán és Ajsa élete helyreáll. Mása öngyilkos lesz, Dominik pedig elmegy Angliába.

## Szereplők és közreműködők
- Trisztán: Ralbovszki Csaba
- Ajsa: Kalmár Zsuzsa
- Dominik: Pálfi Ervin (Pataki-gyűrűs és Jászai-díjas)
- Mása: Sziráczky Katalin
- Áron: Baráth Attila
- Insomnia (zongora, dobok): ifj. Kucsera Géza és Lakatos Mátyás
- Rádiós hírolvasók hangja: Mess Attila és Vicei Natália (Jászai-díjas)

- Dramaturg: Brestyánszki B.R.
- Díszlettervező: Leo Pilipović m.v.
- Jelmeztervező: Pesitz Mónika
- Világítástervező: Úri Attila
- Konzultáns: dr. Sági Zoltán
- Súgó / ügyelő: Engi Georgina
- Rendezőasszisztens: Úri Attila
- Fény: Flajsman Róbert
- Hang: Matlári Miklós